# بنين في الألعاب الأولمبية الصيفية 2012
شاركت بنين في الألعاب الأولمبية الصيفية 2012 في لندن، بريطانيا في الفترة بين 27 يوليو وحتى 12 أغسطس 2012. واعتبرت هي المشاركة العاشرة لبنين في الأولمبياد باستثناء أولمبياد 1976 بسبب المقاطعة الأفريقية.
شارك 5 رياضيون من بنين، 4 رجال وامرأة، للمشاركة في ألعاب القوى، الملاكمة، الجودو، والسباحة. ومن بين المشاركون الخمس، كان العداء ماثيو جنانليجو هو الوحيد المشارك للمرة الثانية على التوالي في الأولمبياد. وأنهت بنين الأولمبياد دون أن تحرز ميداليتها الأولى.

## القوى
رجال
منافسات العدو
| اللاعب         | المنافسة | الدور التأهيلي | الدور التأهيلي | ربع النهائي | ربع النهائي | نصف النهائي | نصف النهائي | النهائي  | النهائي  |
| اللاعب         | المنافسة | الزمن          | الترتيب        | الزمن       | الترتيب     | الزمن       | الترتيب     | الزمن    | الترتيب  |
| -------------- | -------- | -------------- | -------------- | ----------- | ----------- | ----------- | ----------- | -------- | -------- |
| ماثيو جنانليجو | 400 متر  | لم ينهي        | لم ينهي        | لم يتأهل    | لم يتأهل    | لم يتأهل    | لم يتأهل    | لم يتأهل | لم يتأهل |

سيدات
منافسات العدو
| اللاعب           | المنافسة      | الدور التأهيلي | الدور التأهيلي | ربع النهائي | ربع النهائي | نصف النهائي | نصف النهائي | النهائي  | النهائي  |
| اللاعب           | المنافسة      | الزمن          | الترتيب        | الزمن       | الترتيب     | الزمن       | الترتيب     | الزمن    | الترتيب  |
| ---------------- | ------------- | -------------- | -------------- | ----------- | ----------- | ----------- | ----------- | -------- | -------- |
| أوديلي أهوانوانو | 100 متر حواجز | 14.76          | 7              | لم تتأهل    | لم تتأهل    | لم تتأهل    | لم تتأهل    | لم تتأهل | لم تتأهل |

## الملاكمة
رجال
| اللاعب    | المنافسة | دور ال 32                    | دور ال 16 | ربع النهائي | نصف النهائي | النهائي  | النهائي  |          |
| اللاعب    | المنافسة | النتيجة                      | النتيجة   | النتيجة     | النتيجة     | النتيجة  | الترتيب  |          |
| --------- | -------- | ---------------------------- | --------- | ----------- | ----------- | -------- | -------- | -------- |
| شفيق شيتو | وزن خفيف | أحمد الماجري (تونس) خسر 9-16 | لم يتأهل  | لم يتأهل    | لم يتأهل    | لم يتأهل | لم يتأهل | لم يتأهل |

## الجودو
رجال
| اللاعب       | المنافسة | دور ال 64                     | دور ال 32 | دور ال 16 | ربع النهائي | نصف النهائي | الترضية 1 | الترضية 2 | النهائي  | النهائي  |
| اللاعب       | المنافسة | النتيجة                       | النتيجة   | النتيجة   | النتيجة     | النتيجة     | النتيجة   | النتيجة   | النتيجة  | الترتيب  |
| ------------ | -------- | ----------------------------- | --------- | --------- | ----------- | ----------- | --------- | --------- | -------- | -------- |
| جيكوب جناهوي | -60 كغم  | بايسشر (النمسا) خسر 0000–0100 | لم يتأهل  | لم يتأهل  | لم يتأهل    | لم يتأهل    | لم يتأهل  | لم يتأهل  | لم يتأهل | لم يتأهل |

## السباحة
رجال
| اللاعب            | المنافسة  | التصفيات | التصفيات | نصف الهائى | نصف الهائى | النهائى  | النهائى  |
| اللاعب            | المنافسة  | الزمن    | الترتيب  | الزمن      | الترتيب    | الزمن    | الترتيب  |
| ----------------- | --------- | -------- | -------- | ---------- | ---------- | -------- | -------- |
| ويلفرايد تيفويدجر | 50 متر حر | 29.77    | 58       | لم يتأهل   | لم يتأهل   | لم يتأهل | لم يتأهل |